# Wendelinus de Spira
Wendelinus de Spira (* in Speyer; † 1477, auch bekannt als Wendelin von Speyer) war ein früher Buchdrucker in Venedig.

## Werdegang
Spira stammte aus Speyer, sein Familienname ist unbekannt. 1470 übernahm er die Druckwerkstatt seines verstorbenen Bruders Johannes de Spira und vollendete das Werk De civitate dei von Augustinus. In der Schlussschrift teilte er den plötzlichen Tod seines Bruders mit. Er hatte vermutlich von Anfang an in der Druckerei mitgearbeitet, konnte aber nicht das 1469 erteilte Privileg des Bruders auf seinen Namen übertragen. Der Druck antiker heidnischer Schriften stieß in Teilen der Kirche auf Widerstand.
1470 gab Wendelinus neun Werke heraus, im folgenden Jahr nur fünf Drucke und 1472 13 Werke. Da die Offizin ihr Monopol verloren hatte, konnten wegen der zunehmenden Konkurrenz 1473 nur drei, 1474 zwei und 1476 und 1477 zwei letzte Werke auf den Markt gebracht werden. Dann stellte die erste Druckerei der Republik Venedig ihren Betrieb ein. Eine besondere Konkurrenz bestand in der Werkstatt des Nicolas Jenson, an der die Erben von Johannes beteiligt waren.

## Produktion
Wendelin des Spira druckte vorwiegend die Werke klassischer Schriftsteller. Er verwendete als Schrifttype die kräftige Antiqua seines Bruders. Viele Ausgaben waren die ersten Drucke (editio princeps).

## Von Spira gedruckte Werke (Auswahl)
- Cicero, Epistulae ad familiares, 1469
- Plinius der Ältere, Naturalis Historia, 1469 (editio princeps)
- Augustinus: De civitate dei. Venedig 1470 – durch den Bruder begonnen[1]
- Sallust, De Catilinae coniuratione, De bello Iugurthino, 1470 (editio princeps)
- Sant’Agostino, De Civitate Dei, 1470
- Petrarca: Canzoniere, 1470
- Priscian, 1470 (editio princeps)
- Tacitus: Opera, um 1472 (editio princeps der Annales (Bücher 11–16), der Historiae, der Germania und des Dialogus de claris oratoribus).[2]
- Quintus Curtius Rufus, Historiae Alexandri Magni, 1470–71 (editio princeps)
- Ciprian, Opera omnia, 1471
- Sacra Bibbia, (Bibel) 1471 in italienischer Sprache in der Übersetzung von Niccolò Malermi gedruckt
- Laktanz, Epitome, 1472 (editio princeps)
- Tibull, Properz, Catull, Statius (Silvae), 1472 (editio princeps)
- Ambrosius de Spiera: Quadragesimale de floribus sapientiae. Venedig 1477[3]
- Dante: Divina Commedia. Venedig 1477[4]

### Historischer Roman
- Michelle Lovric: Die Hure von Venedig: Roman. Wunderlich, Reinbek bei Hamburg 2006, ISBN 978-3-8052-0781-2. (Die Edition des Catull ist zentraler Inhalt.)